# Piłka nożna pięcioosobowa
Piłka nożna pięcioosobowa (ang. 5-a-side football, blind soccer) – odmiana halowej piłki nożnej dla osób niewidomych i słabowidzących, gdzie każda z drużyn składa się z pięciu zawodników grających z opaskami na oczach i ochraniaczami na nogach. Piłka wydaje dźwięk, więc zawodnicy orientują się gdzie jest przy pomocy słuchu. 
Piłka nożna niewidomych podlega Międzynarodowemu Stowarzyszeniu Sportów Niewidomych (ang. International Blind Sports Association - IBSA).

## Zasady gry
Ogólnie rzecz biorąc, zasady piłki nożnej niewidomych są bardzo podobne do reguł gry w futsal. Istnieją jednak pewne ważne wyjątki:
- Wszyscy gracze, z wyjątkiem bramkarza, mają zawiązane oczy.
- Piłka została zmodyfikowana tak, by wydawała dźwięki dzwonienia lub grzechotania.
- Gracze muszą mówić "voy", "go" lub coś podobnego, gdy udają się do piłki; to informuje innych graczy o ich pozycji.
- Przewodnik, umieszczony poza polem gry, lub bramkarz udziela wskazówek graczom.

## Rozgrywki
Gra jest popularna na paraolimpiadach, rozgrywana przez osoby niewidome i słabowidzące. Po raz pierwszy turniej międzynarodowy w piłce nożnej pięcioosobowej rozegrano w Hiszpanii w 1986 roku. W 2004 roku piłka nożna niewidomych została wpisana na listę sportów paraolimpijskich. W brazylijskim Campinas w 1998 roku wystartowały mistrzostwa świata w piłce nożnej niewidomych, które odbywają się co cztery lata w dwóch kategoriach (B1 i B2/B3). Najwięcej tytułów zdobyła reprezentacja Brazylii - 5 razy (1998, 2000, 2010, 2014 i 2018) w kategorii B1 oraz reprezentacja Białorusi - 2 razy (1998 i 2002) w kategorii B2/B3. W 2017 po raz pierwszy rozegrano mistrzostwa świata w piłce nożnej niewidomych kobiet, gdzie mistrzem została Japonia.
Cztery tytuły mistrzów paraolimpijskich w piłce nożnej niewidomych zdobyła reprezentacja Brazylii (2004, 2008, 2012 i 2016).